# Západní Austrálie
Západní Austrálie (anglicky Western Australia) je největší australský spolkový stát, rozkládající se v západní třetině Austrálie. Po ruském Jakutsku je to druhý největší územně správní celek na světě. Stát hraničí na východě s Jižní Austrálií a Severním Teritoriem, na jihu, západě a severu je omýván vodami Indického oceánu.
V Západní Austrálii žije přibližně 2,66 milionu obyvatel. Metropolí Západní Austrálie je Perth, který má 1,7 mil. obyvatel (s okolím 2,2 milionu, což představuje 85 % obyvatel tohoto státu).
Mezi další významná města patří Mandurah (65 000 obyv.) 60 km jižně od Perthu, Rockingham (58 000 obyv.), Bunbury (45 000 obyv.) 200 km jižně od Perthu, Busselton (18 000 obyv.), Kalgoorlie (28 000 obyv.), Geraldton (25 000 obyv.), Esperance (15 000 obyv.), Port Hedland (19 000 obyv.), Broome (15 000 obyv.) a Albany (22 000 obyv.). Zajímavé je i městečko Exmouth nebo rybářský Carnavon.

## Historie

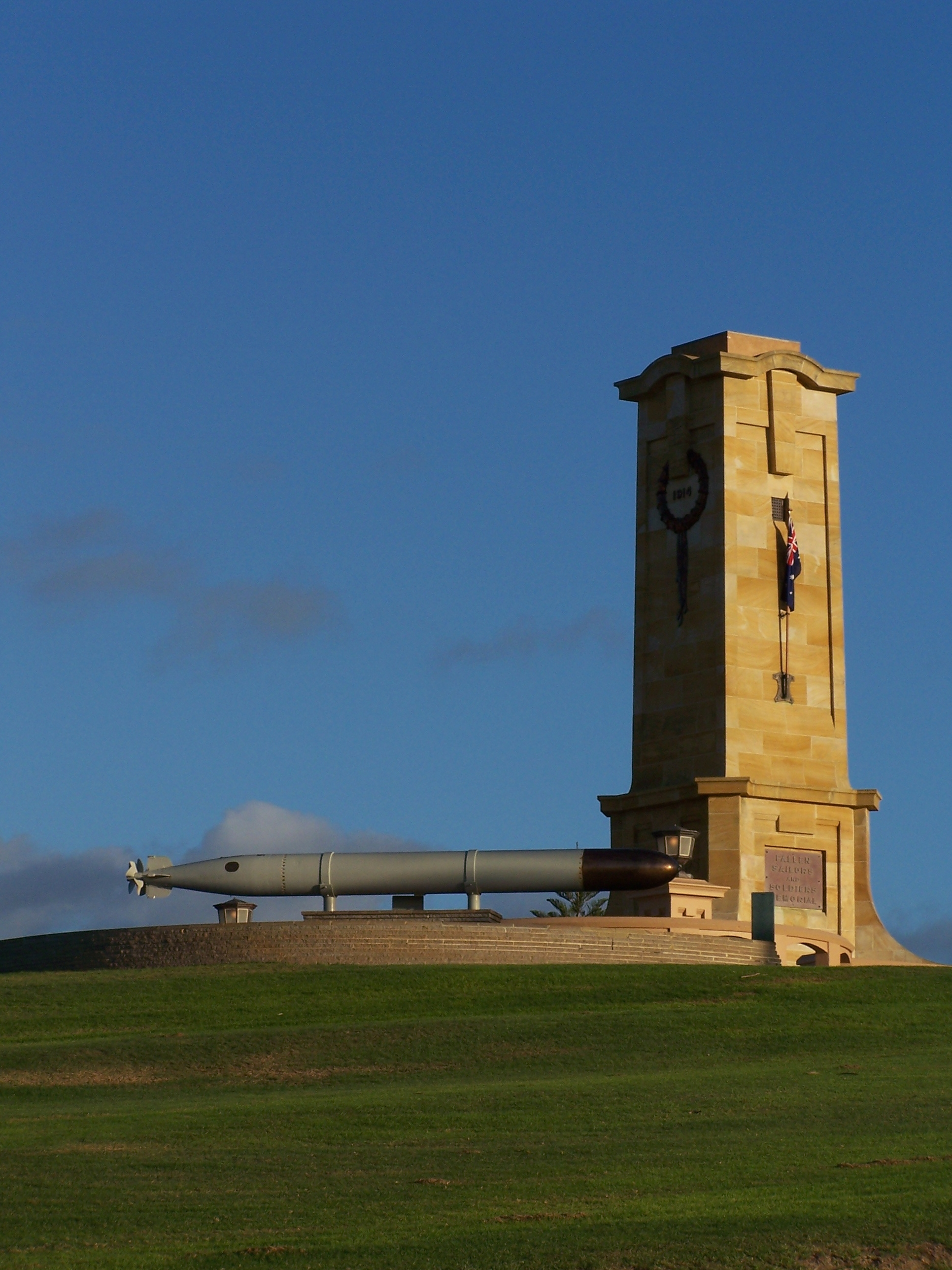
Památník západoaustralským námořníkům u Fremantle

První obyvatelé Austrálie se objevili přibližně před 50 000 lety a postupně začali osídlovat území světadílu. Nejsou známé přesné údaje, kdy první obyvatelé zavítali do oblasti teritoria Západní Austrálie, ale v dobách příchodů Evropanů na kontinent, byla oblast již dobře osídlena.
První Evropan, který toto území navštívil, byl nizozemský objevitel Dirk Hartog. Vylodil se 25. října 1616 v oblasti nesoucí dnešní název Cape Inscription na ostrově Dirka Hartoga. Po celý zbytek 17. století byla oblast postupně navštěvována nizozemskými mořeplavci, kteří se příležitostně vyloďovali na pobřeží. Po roce 1700 se do oblasti začínají dostávat angličtí a francouzští objevitelé, kteří začali prozkoumávat vnitrozemí Západní Austrálie.
Historie současného státu je spojena s vyvlastňováním domorodé půdy britskými osadníky známe jako Swan River Colony, založené v Perthu roku 1829. Populace státu se začala rychle zvyšovat po vypuknutí zlaté horečky v 90. letech 19. století v okolí Kalgoorlie.
Jedním ze států Austrálie se teritorium stalo 1. ledna 1901.

## Geografie
Stát je od zbytku Austrálie oddělen poledníkem 129° východní délky. Tento poledník tedy tvoří celou jeho východní hranici. Stát je vcelku plochý, jediné významnější pohoří je Hamersley Range v regionu Pilbara, jehož nejvyšší vrchol je Mount Meharry, 1245 m n. m. Menší kopce se nacházejí v regionu Kimberley na úplném severu státu.
Jihozápad státu má středozemní klima, střed semiaridní až aridní a sever je tropická savana.

## Ekonomika

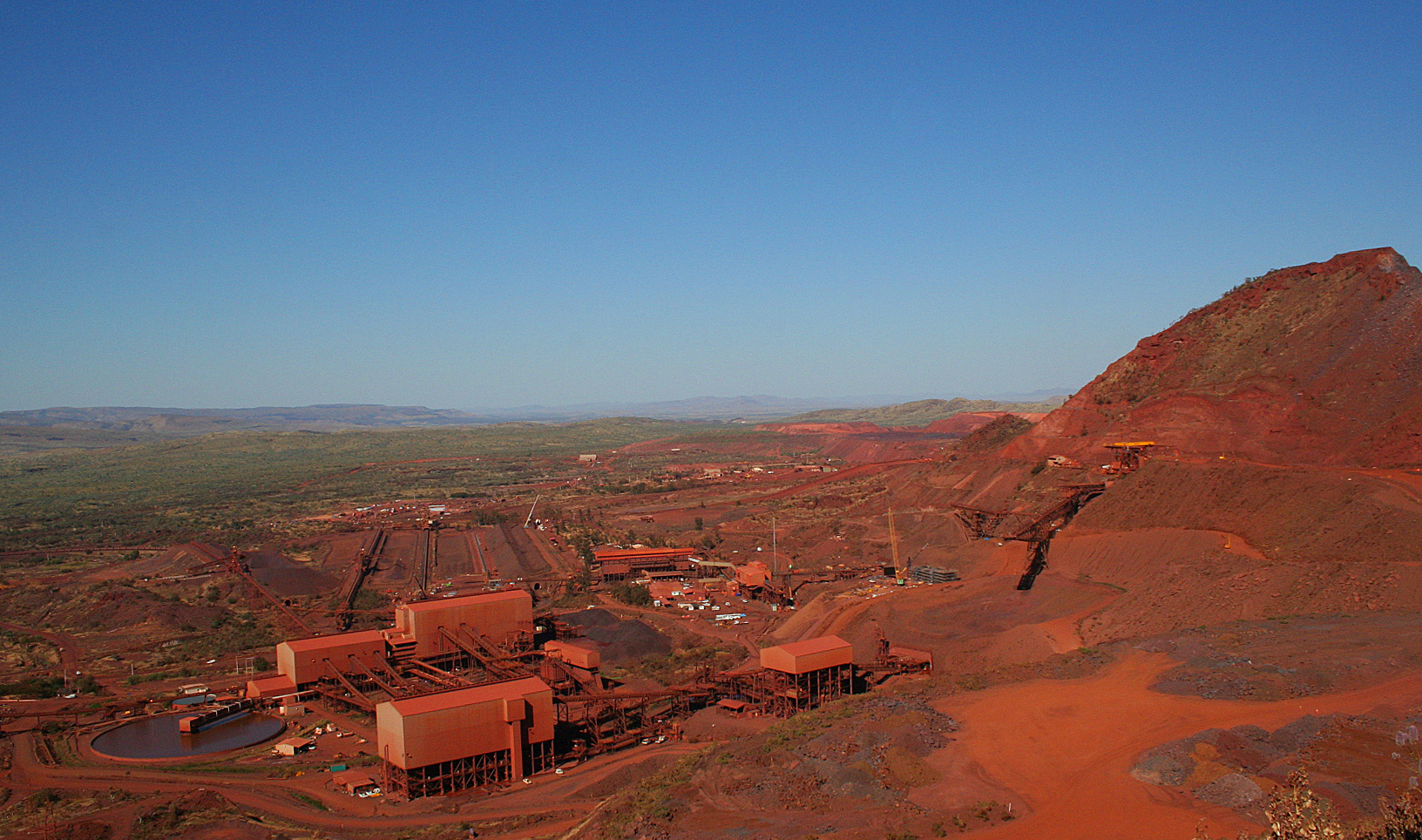
Železný důl Mount Tom Price mine

Západní Austrálie má největší těžbu na hlavu ze všech Australských států. Ekonomika je silně zaměřena na těžbu a export rud a ropných produktů, speciálně železné rudy, hliníku, zemního plynu, niklu a zlata. Západní Austrálie je vedoucím producentem hliníku na světě, pokrývá okolo 20 % světové těžby. V produkci železa dosahuje třetího místa s celkovým podílem na trhu 15 %. V oblasti je také těženo 75 % z australské těžby zlata.
Oblast je administrativním a zpracovatelským centrem a místo obchodu s nerostnými surovinami, ropou a zemním plynem. Další důležitou složkou exportu je zemědělství, které produkuje obilí, vlnu a maso. V oblasti žije přibližně 10 % australské populace, ale produkuje přibližně 25 % australského exportu.
V posledních letech se významnou složkou ekonomiky stávají příjmy z turistického ruchu, turisté přicházejí převážně z oblastí Velké Británie, Irska, Singapuru, Japonska a Malajsie.

## Obyvatelstvo

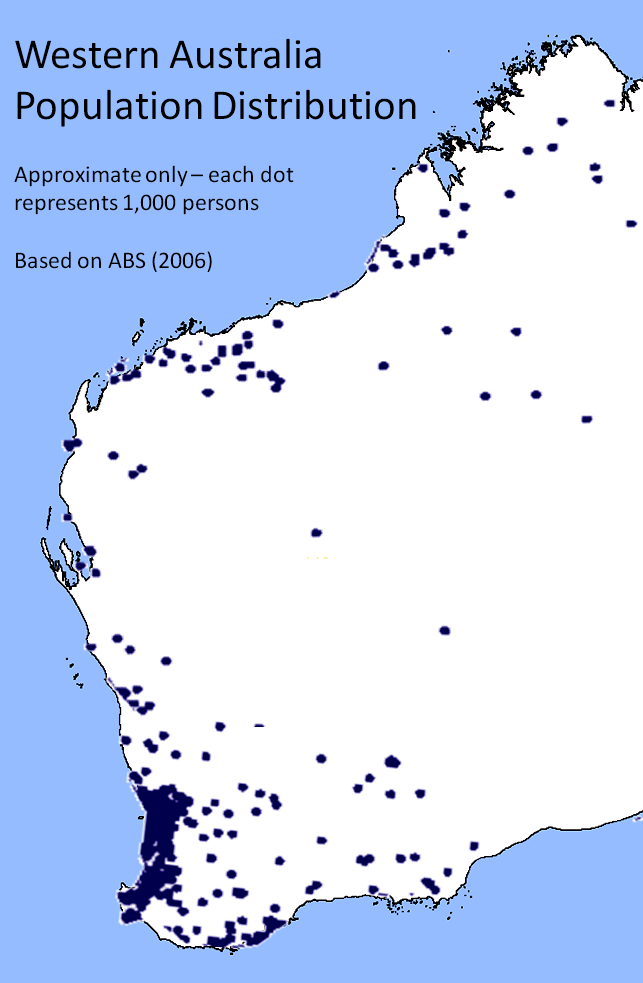
Hustota osídlení

Evropané se v oblasti začali usazovat v roce 1826, kdy bylo založeno město Albany. V roce 1829 byl založen Perth jako trestanecká kolonie. V 90. letech 19. století proběhla zlatá horečka kolem Kalgoorlie. Osídlení se však rozbíhalo jen pomalu, první rozsáhlejší osidlování přišlo až na počátku 20. století díky projektům majícím za cíl do oblasti přilákat farmáře, např. Group Settlement Scheme.
V roce 2001 bylo 77,5% obyvatel běloši; celkem 32,7% obyvatel bylo britského původu. Austrálci tvořili 3,1%. K roku 2006 bylo 10,6% obyvatel narozeno ve Velké Británii, což bylo nejvíce ze všech australských států (národní průměr byl 5,3%).
Většina obyvatel je koncentrována v metropolitní oblasti kolem města Perth. Hustota osídlení je velice nízká a činí 0,99 obyvatel/km². Pokud by byla Západní Austrálie samostatnou zemí, byla by nejřidčeji osídlenou zemí na světě (ze závislých území má nižší hustotu např. Grónsko nebo Falklandy). Důvodem nízké hustoty zalidnění zde však nejsou nepříznivé přírodní podmínky, neboť Západní Austrálie má rozsáhlé rezervy dosud nevyužité úrodné zemědělské půdy, jako spíš odlehlost Austrálie a migrační politika.